# Formoso (Minas Gerais)
Formoso é um município brasileiro do estado de Minas Gerais.

## História
O município foi criado pela lei estadual 2764, de 30 de dezembro de 1962, e instalado em 1 de março de 1963.

## Geografia
O ponto mais alto do município é de 1.018  metros (local: Chapada Vereda Comprida.  ) Sua população recenseada em 2022 era de 7 949 habitantes.
Segundo dados do Instituto Nacional de Meteorologia (INMET), referentes ao período de 1976 a 1987 e a partir de 1993, a menor temperatura registrada em Formoso foi de 8,1 °C em 1 de junho de 1979, e a maior atingiu 40 °C em 22 de outubro de 2015. O maior acumulado de precipitação em 24 horas foi de 121,4 milímetros (mm) em 19 de outubro de 2001. Outros grandes acumulados iguais ou superiores a 100 mm foram 119,3 mm em 31 de janeiro de 1979, 119 mm em 14 de novembro de 2008, 113 mm em 20 de fevereiro de 2018, 111,2 mm em 26 de março de 2014, 108,6 mm em 16 de janeiro de 1979 e 30 de dezembro de 2017, 108,3 mm em 4 de fevereiro de 2018, 106,6 mm em 10 de fevereiro de 2004 e 18 de março de 2006, 102,5 mm em 13 de dezembro de 2011 e 100,2 mm em 23 de dezembro de 1982. Dezembro de 2005, com 512,9 mm, foi o mês de maior precipitação, seguido por fevereiro de 2018 (447,9 mm).
| Dados climatológicos para Formoso | Dados climatológicos para Formoso | Dados climatológicos para Formoso | Dados climatológicos para Formoso | Dados climatológicos para Formoso | Dados climatológicos para Formoso | Dados climatológicos para Formoso | Dados climatológicos para Formoso | Dados climatológicos para Formoso | Dados climatológicos para Formoso | Dados climatológicos para Formoso | Dados climatológicos para Formoso | Dados climatológicos para Formoso | Dados climatológicos para Formoso |
| Mês | Jan                               | Fev                               | Mar                               | Abr                               | Mai                               | Jun                               | Jul                               | Ago                               | Set                               | Out                               | Nov                               | Dez                               | Ano                               |
| --- | --------------------------------- | --------------------------------- | --------------------------------- | --------------------------------- | --------------------------------- | --------------------------------- | --------------------------------- | --------------------------------- | --------------------------------- | --------------------------------- | --------------------------------- | --------------------------------- | --------------------------------- |
| Temperatura máxima recorde (°C) | 37,5                              | 37,4                              | 37                                | 36,3                              | 34,2                              | 34,4                              | 35,5                              | 36,6                              | 38,3                              | 40                                | 38,6                              | 38,9                              | 40                                |
| Temperatura máxima média (°C) | 30,5                              | 31                                | 30,6                              | 30,5                              | 30,1                              | 29                                | 29,3                              | 30,8                              | 32,5                              | 32,7                              | 30,4                              | 29,8                              | 30,6                              |
| Temperatura média compensada (°C) | 24                                | 24,2                              | 23,9                              | 23,7                              | 22,7                              | 21,1                              | 21,2                              | 22,4                              | 24,5                              | 25,3                              | 23,9                              | 23,7                              | 23,4                              |
| Temperatura mínima média (°C) | 19,4                              | 19,4                              | 19,4                              | 18,7                              | 17                                | 15,1                              | 14,6                              | 15,5                              | 17,9                              | 19,4                              | 19,4                              | 19,5                              | 18                                |
| Temperatura mínima recorde (°C) | 10,6                              | 14,9                              | 15,4                              | 13,6                              | 11,2                              | 8,1                               | 8,6                               | 10,6                              | 12,1                              | 10,5                              | 12,1                              | 15,8                              | 8,1                               |
| Precipitação (mm) | 182,8                             | 166,7                             | 198                               | 94,6                              | 18,3                              | 3,5                               | 0,9                               | 4,6                               | 22,4                              | 88,9                              | 205,8                             | 239,2                             | 1 225,7                           |
| Dias com precipitação (≥ 1 mm) | 15                                | 13                                | 14                                | 8                                 | 2                                 | 0                                 | 0                                 | 0                                 | 2                                 | 7                                 | 14                                | 17                                | 93                                |
| Umidade relativa compensada (%) | 73,4                              | 72,2                              | 75                                | 70,8                              | 64,4                              | 58,7                              | 54,6                              | 49                                | 50,2                              | 56,3                              | 71,5                              | 75,4                              | 64,3                              |
| Insolação (h) | 175,8                             | 171,3                             | 177,5                             | 208,5                             | 243,2                             | 238,7                             | 241,9                             | 243,8                             | 193,1                             | 196,7                             | 144,2                             | 134,6                             | 2 369,3                           |
| Fonte: Instituto Nacional de Meteorologia (INMET) (normal climatológica de 1981-2010; recordes de temperatura: 01/05/1976 a 06/06/1978, 21/02/1979 a 22/12/1982, 11/09/1983 a 31/12/1987 e 01/01/1993-presente) |                                   |                                   |                                   |                                   |                                   |                                   |                                   |                                   |                                   |                                   |                                   |                                   |                                   |

## Esportes
Destaca-se o time de Futebol GEC de Goiaminas, Distrito de Formoso.  Torneio na sede Coopertinga, na qual o time foi campeão em 2017.